# Niels Bruun
Niels Mandrup Bruun (12. september 1918 i Ribe – 11. december 1993) var en dansk maler, tegner og grafiker. Han var desuden med i modstandsbevægelsen.
Niels Bruun blev student fra Ribe Katedralskole 1938 og påbegyndte dernæst jurastudiet. Under besættelsen kom han ind i modstandsarbejde og var 1944 nødsaget til at flygte til Sverige, hvor han indgik i Den Danske Brigade.
Bruun boede en periode i Uppsala hos maleren og billedhuggeren Bror Hjorth, som formidlede kontakt til Stockholms Konstakademi, hvor Niels Bruun blev optaget som studerende under professor Sven Erixon. Efter befrielsen blev Bruun optaget på Kunstakademiet i København, hvor han studerede under Aksel Jørgensen, Elof Risebye og Vilhelm Lundstrøm, og hvor især Aksel Jørgensen fik betydning for hans kunstneriske vej.
Niels Bruun modtog Neuhausens Præmie 1955, August Schiøtts Legat 1960, Otto Baches Legat 1963 og Henry Heerups Legat.
Bruun var medlem af censurkomiteen på Charlottenborg Forårsudstilling 1983-84 og 1986-87 og medlem af bestyelsen for Kunstnerforeningen af 18. November. 

## Værker i udvalg
- Tidlig morgen, Venezia
- Den mauriske brønd i Scala
- Bjergvejen ved Salernobugten
- Marsken, sol og høststakke
- Tågen letter (Ribe Kunstmuseum)

Udsmykninger:
- Glasmosaikvindue, Bellahøj Skole (1962).

## Udstillinger
- Charlottenborg Forårsudstilling 1949, 1952-55, 1957-61, 1966, 1968-69, 1972-73
- Charlottenborg Efterårsudstilling 1952, 1958, 1981
- Cromisterne 1964, 1974
- Transportmidler i billedkunsten, Rubin & Magnussen, København 1977
- Rytmer og spændinger, Nikolaj, København 1979
- Amnesty III, smst. 1981
- Kunstnere for fred, Charlottenborg 1983

### Separatudstillinger
- Ribe Stiftsmuseum, 1949
- Athenæum, København 1957, 1959, 1961
- Rubin & Magnussen, København  jævnligt siden 1973
- Henning Larsen, København 1964, 1971
- Horsens Bibliotek, 1974
- Thorasminde, Bagsværd 1979
- Galleri Bentzen, Ribe 1982
- Galleri Gl. Strand, København 1992